# Jan Lossau
Jan (Johann, Johannes) Lossau (ur. 1712 w Lidzbarku Warmińskim, zm. 1 czerwca 1788 w Braniewie) – malarz barokowy działający na  Warmii w XVIII wieku.

## Życiorys

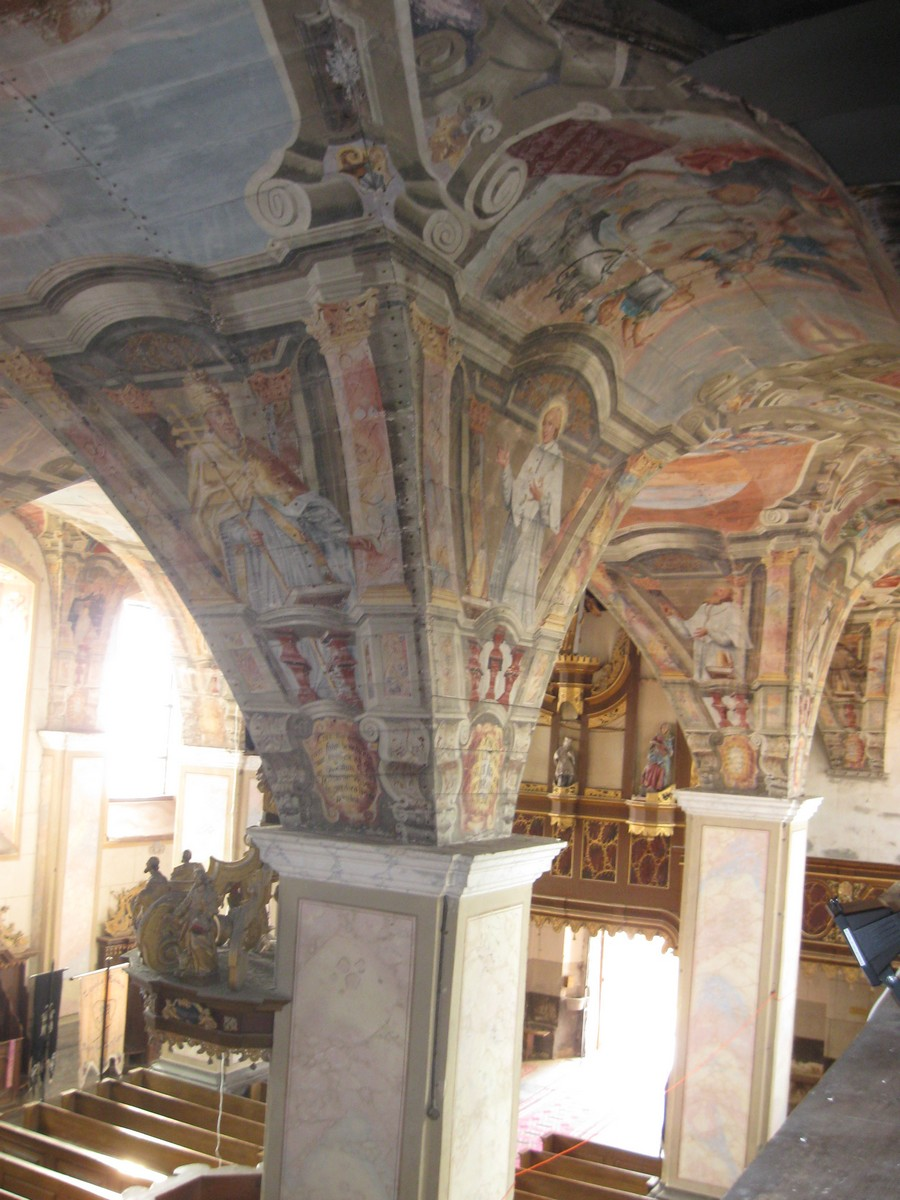
Polichromie w sanktuarium w Chwalęcinie

Jan Lossau urodził się w Lidzbarku Warmińskim w rodzinie Simona i Margarety. W 1725 rozpoczął naukę w gimnazjum w Braniewie. W 1736 otrzymał obywatelstwo Nowego Miasta Braniewa, w 1751 przeprowadził się do Starego Miasta Braniewa. Tam w roku następnym otrzymał prawa miejskie jako malarz i słodownik. Zamiast opłaty za otrzymanie obywatelstwa, która wynosiła 600 florenów, wykonał zlecenie pomalowania przedniej ściany ratusza Starego Miasta. W 1753 wykonywał prace malarskie przy ołtarzu głównym w kościele farnym św. Katarzyny.
Był prawdopodobnie uczniem Giovanniego Battisty Tiepolo – malarza weneckiego, ostatniego wielkiego malarza barokowych fresków. Do największych prac Jana Lossaua należy monumentalna polichromia w Sanktuarium Podwyższenia Krzyża Świętego w Chwalęcinie (1748–1759) oraz pozorne sklepienie kościoła pw. św. Jakuba Starszego w Osetniku (1750–1751, niezachowana).
Po 1753 nie jest już znana jego działalność jako artysty, stąd niekiedy ta data podawana jest w źródłach jako data jego śmierci. Jednak w Radzie Starego Miasta Braniewa występuje w latach siedemdziesiątych piekarz i nastawiacz zegara o tym samym imieniu i nazwisku i podobnym wieku (zm. w wieku 75 lat), toteż często przyjmuje się datę śmierci tegoż członka rady Starego Miasta – 1 czerwca 1788 (pogrzeb 5 czerwca).